# قائمة مساجد البصرة

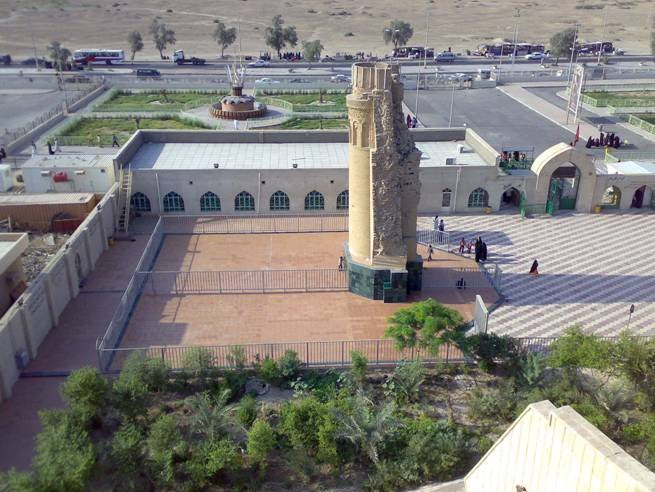
منظر لمنارة الخطوة في المسجد القديم

مرقد ومسجد طلحة بن عبيد الله في الزبير

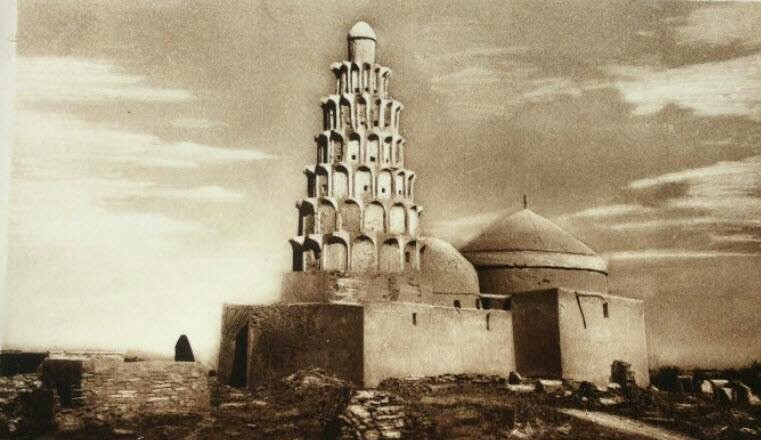
مرقد الإمام الحسن البصري في الزبير

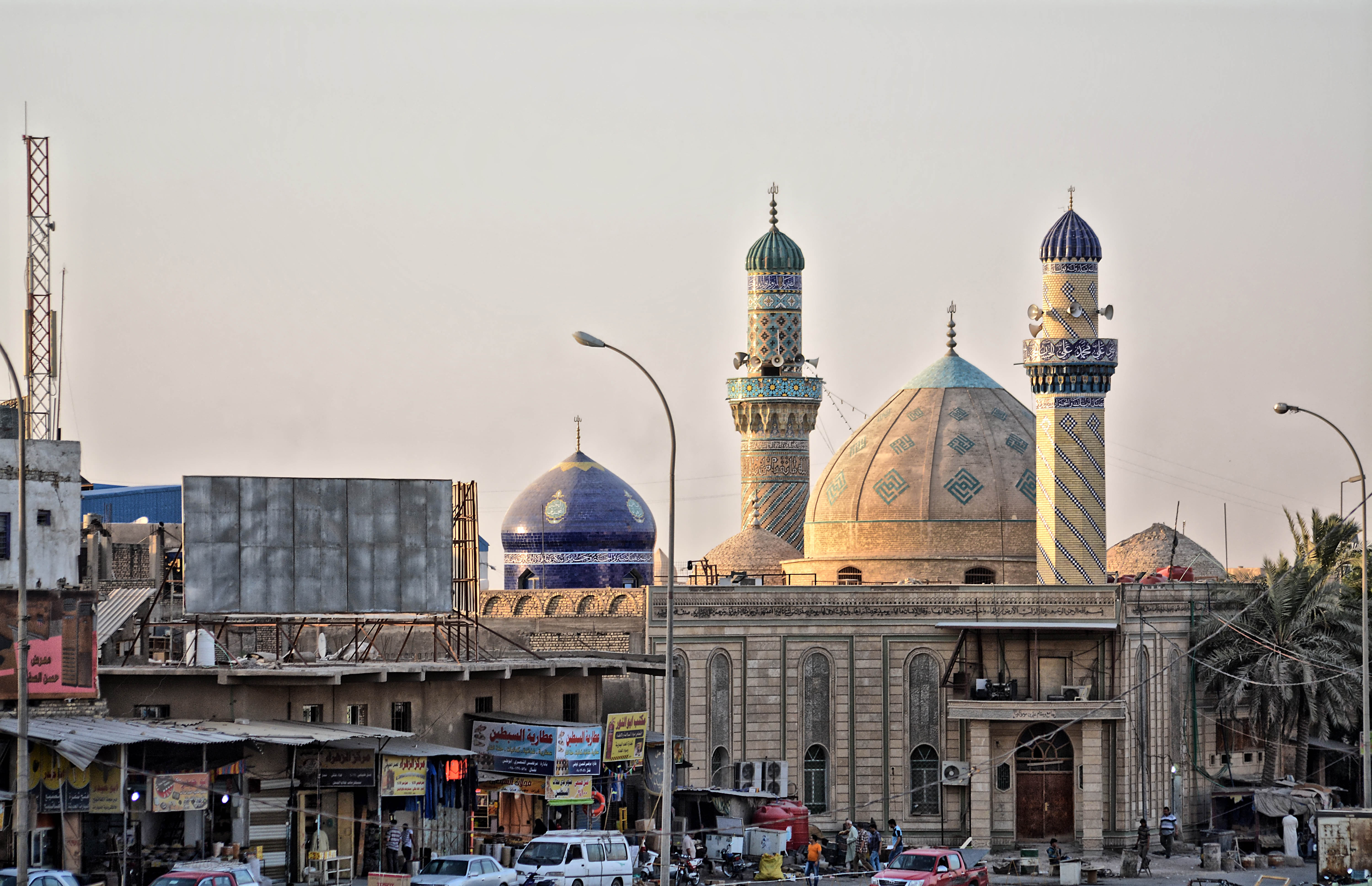
جامع المقام (يسار) - جامع الإمام علي (يمين)

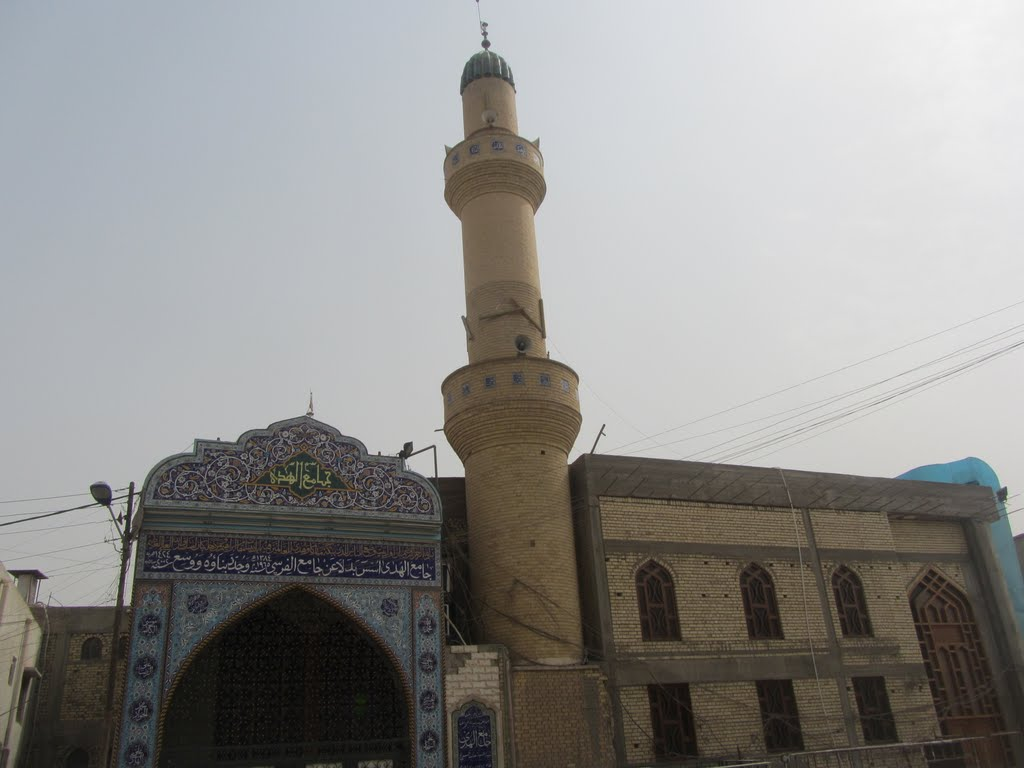
جامع الهدى في منطقة العباسية

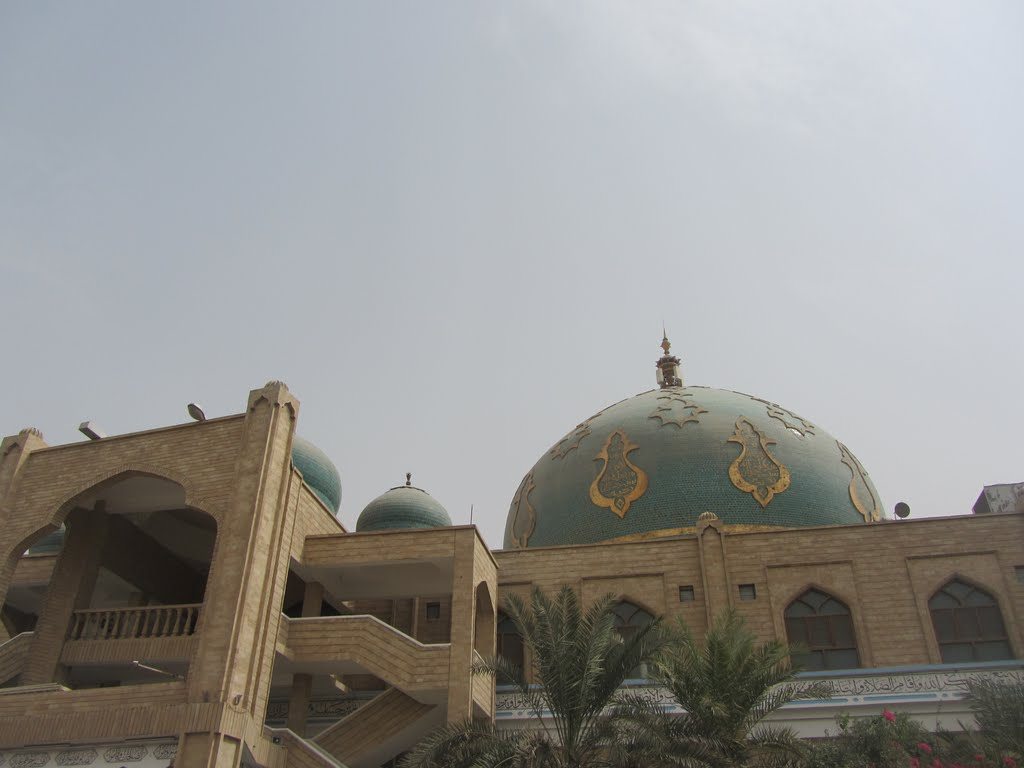
جامع الموسوي الكبير

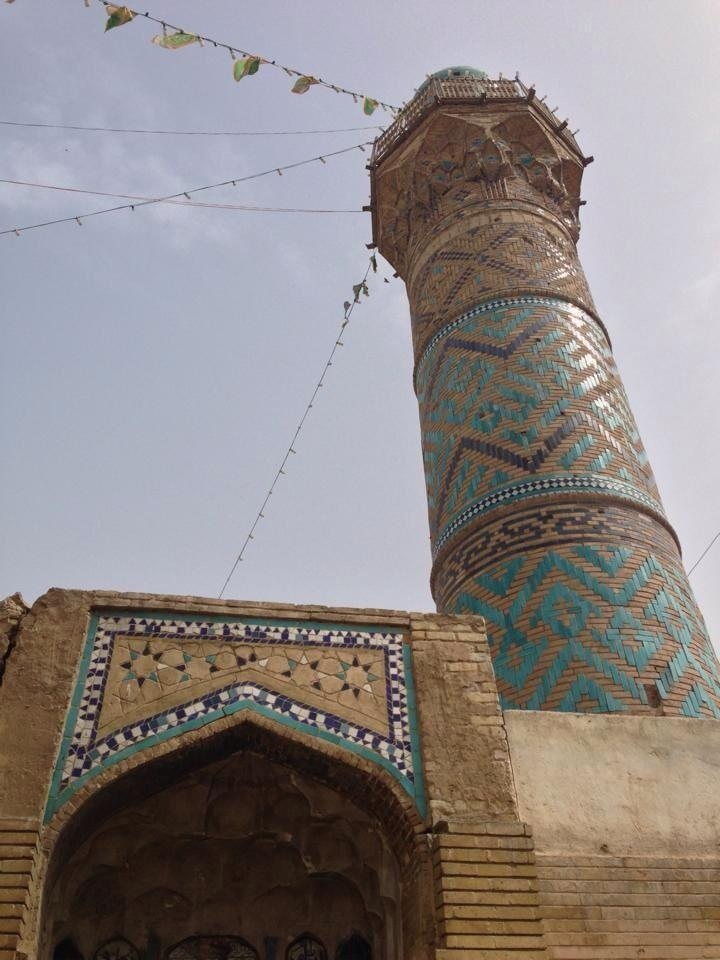
منارة جامع الكواز الاثرية القديمة في البصرة

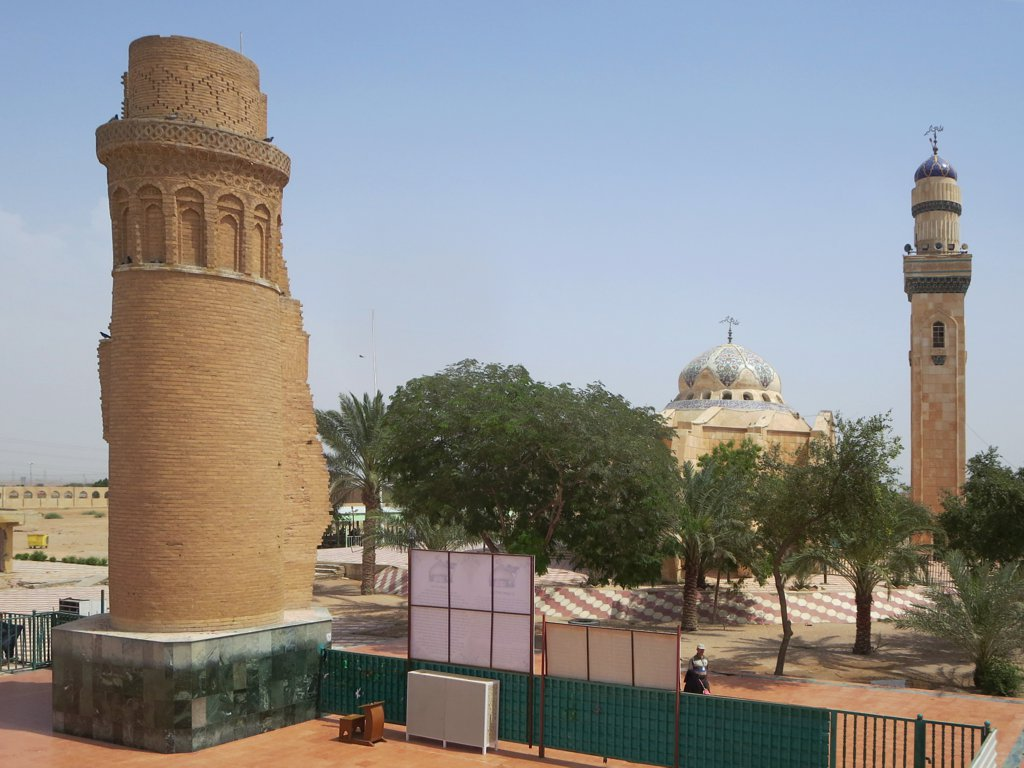
جامع خطوة الإمام علي

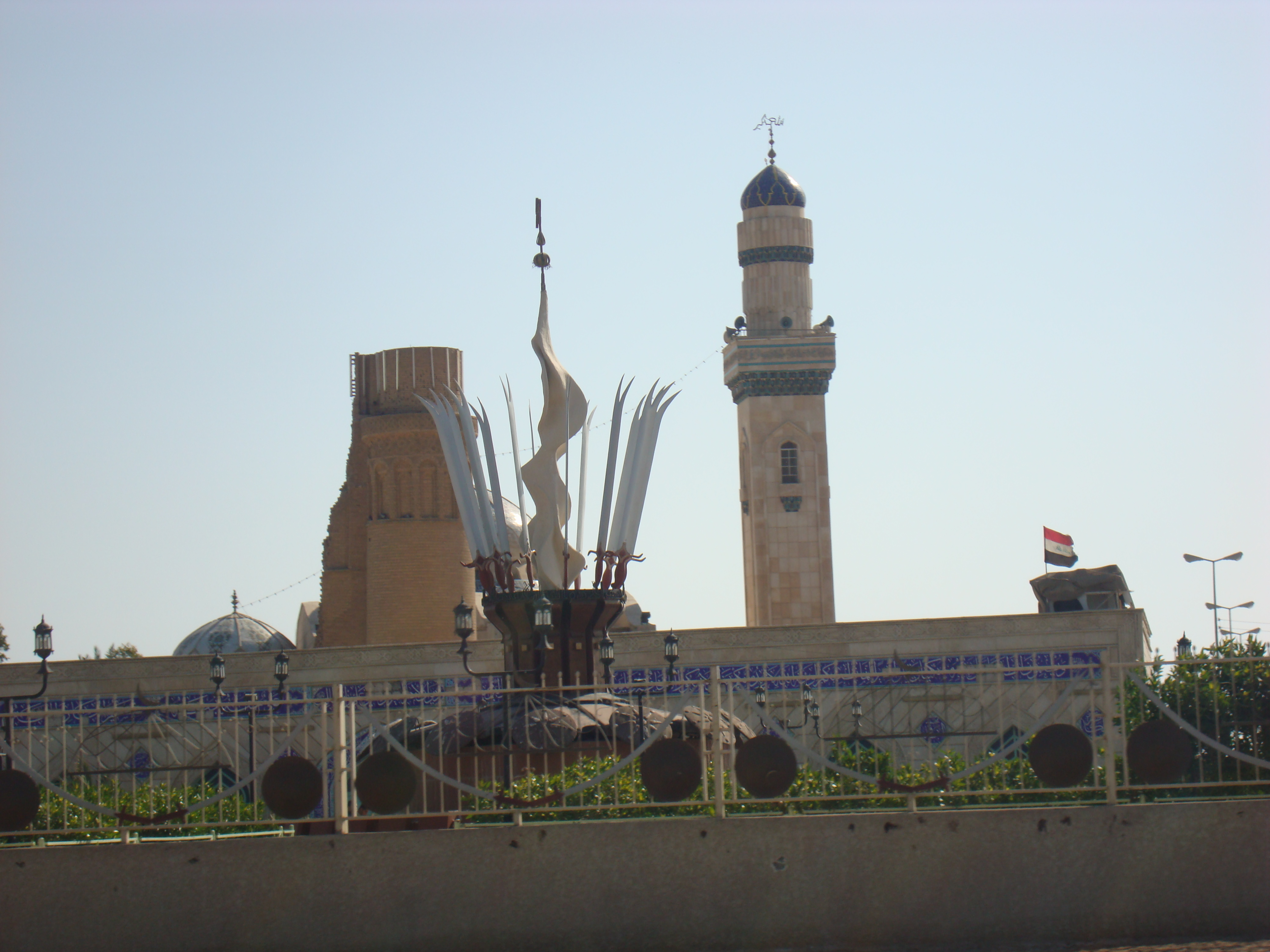
جامع خطوة الإمام علي

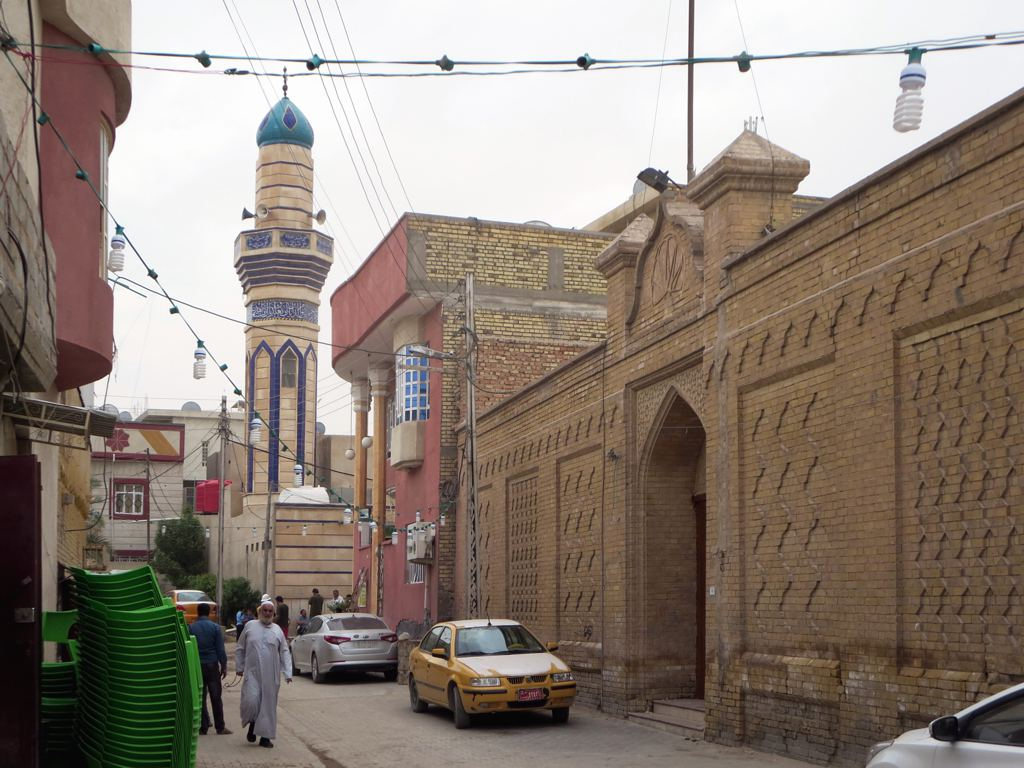
أحد جوامع البصرة بالقرب من كنيسة الأرمن

تحتوي محافظة البصرة في العراق على الكثير من الجوامع و المساجد حيث يبلغ عددها أكثر من 200 مسجد بينما يحتوي مركز مدينة البصرة على بعض المساجد التاريخية الأثرية المشهورة ومنها:
- مرقد ومسجد طلحة بن عبيد الله.
- مرقد الإمام الحسن البصري.
- جامع المقام

ولقد أسسه وبناه الحاج محمد الششتري، عام 1167 هـ/1754م، منذ عهد الدولة العثمانية، ويقع في منطقة المقام على ضفة نهر العشار، وتحيط به الشوارع من جميع جهاته.
وسبب تسمية الجامع بالمقام نسبة إلى دار المقام العالي قبل تأسيسه عام 1167 هـ/1754م، ودار المقام العالي هي دائرة كمرك تابعة للدولة العثمانية تشرف على كمرك البضائع القادمة من خارج العراق إلى ميناء البصرة بواسطة السفن عبر الخليج العربي مرورا بميناء شط العرب، وترسو السفن في منطقة الداكير حاليا مما جعل سلطات الدولة العثمانية تتخذ من هذا الموقع مقرا لهذه الدائرة المهمة، لأن المكان أصبح كالميناء ويدر أموالاً، وبعد تشييد دائرة المقام العالي وأصبح ما حولها منطقة تجارية، مما شجّع العاملون في هذا المكان إلى البناء لتتحول إلى محلة سكنية، وتم تسميتها بمحلة المقام نسبة إلى دائرة المقام، وبعد أن تطورت المدينة وكثر السكان تم تشييد جامع المقام الذي اشتق اسمه من المدينة والدائرة.
- جامع البصرة الكبير

يسمى جامع الشهيد يوسف الحسان حالياً، ويقع في وسط البصرة، وهو من المساجد الكبيرة في المدينة.
- مسجد ابن عيد

وهو من مساجد البصرة القديمة ولقد بُني قبل 300 عام تقريباً ويقع في محلة المشراق وسط البصرة.
- جامع الكواز

من الجوامع القديمة في البصرة، حيث بناه الشيخ ساري بن الشيخ حسن الظاعن العباسي بثلاثة أيام وقد بناه من القصب عام 920 هـ/1514م، وبعد ذلك تم ترميم الجامع وبُني بالحجارة في عهد الشيخ ساري العبد السلام العباسي عام 930 هـ/1523م، ويقع في البصرة القديمة وتحديدا في محلة المشراق وقام ببنائه أبناء أسرة آل باشا من أعيان الأسر البصرية العريقة.
- جامع السيد علي الموسوي

والذي يقع في منطقة الجزائر وسط مركز المدينة وهو من أكبر مساجد البصرة، وقد نسب إلى السيد علي الموسوي وهو من علماء الشيعة الشيخية في العراق.
- جامع العشرة المبشرة

ويقع في حي الزهراء وبني بالتبرع من جماعة من المحسنين في دول الخليج، في عام 1415 هـ/1995م، تم تحطيم أجزاء من الجامع و المنارة بعد الأحداث الطائفية التي اجتاحت العراق عام 2006م، وحاليا الجامع مُهمل وهناك محاولات لإعادة بنائه.
- حسينية الحاج داوود العاشور

وهي إحدى الحسينيات المشهورة في البصرة، تأسست على يد الحاج داود العاشور في عام 1991م، وتقع في قضاء أبي الخصيب وتقام فيها مجالس العزاء و صلاة الجمعة وغيرها من المناسبات الدينية.
- مسجد الزهراء

ويسمى أيضاً بمسجد الحاج طوينة نسبة إلى مؤسسه طوينة عودة لفتة الصرايفي الذي أسسه في منطقة سوق سوادي بمدينة الزبير عام 1945. تعرض المسجد للتفجير عام 2013 واسفر عن مقتل وجرح عدد من المواطنين. تقام في المسجد، بالإضافة إلى الصلوات، المجالس الحسينية وجلسات تعليم القرآن الكريم والدروس الدينية. من أبرز من حاضر فيه الشهيد الشيخ حسن الكوفي. ويقيم صلاة الجماعة فيه حاليا الشيخ سالم الشمري.
- جامع الرحمن

ويقع في منطقة الأصمعي.
- جامع الهدى

ويسمى باسم جامع السيد حميد، تأسس في عام 1965م، ويبلغ مساحته نحو (1000 متر مربع)، ويتسع لأكثر من 150 مُصلِّ يحتوي على مئذنة واحدة يُقدر ارتفاعها بحوالي 15م ويقع في منطقة العباسية.
- جامع القبلة

ويسمى أيضا مسجد المصطفى. ويقع في منطقة القبلة، وتم بنائه عام 1995م، وعلى نفقة أحد المحسنين، وتبلغ مساحته دونم مربع تقريبا (2500 متر مربع)، ويتسع مصلى الحرم لأكثر من 300 مُصلِّ، ويحوي على دار للإمام، وفيهِ حرم للنساء، وفيه نشاطات للعمل الإغاثي والدعوي، وتعرّض إلى أعمال تخريب، وقُتل فيه ثلاثة من رواد الجامع أثناء أحداث العنف والطائفية بعد تفجير ضريح العسكريين 2006، أدّت إلى إغلاقه، وحاليا تقام فيه صلاة الجمعة، والصلوات الخمس.
- جامع الأبلة
- جامع عويسيان
- مسجد الاحسائية
- مسجد الإبراهيم
- جامع الفقير
- جامع كردلان
- جامع باب سليمان
- جامع الكرناوي
- جامع الملاك
- جامع ذي المنارتين
- جامع الإمام موسى الكاظم
- جامع أبي الخفيف
- جامع السراجي
- جامع السيف
- جامع العرب
- مسجد السميط
- جامع الراشد الشمالي القديم
- جامع محمد الخلف القديم
- مسجد القطانة
- مسجد الكوت
- مسجد الخشنام
- جامع النجادة
- مسجد الحسي
- مسجد الزهير
- جامع حمزة الفداغ
- جامع أم النعاج
- جامع أم مسجد
- جامع القدس
- جامع حمدان البلد
- مسجد ابن غانم
- مسجد الدليجان
- جامع الخشيرم
- مسجد البصرة القديم
- مسجد بلد السيد
- جامع حمدان البز
- جامع السلايط
- جامع الامام الصادق
- حسينية الحاج غازي البلام
- جامع المناصير
- مسجد العبايجي
- جامع الحكيمية
- مسجد الفيحاء
- حسينية وجامع الصدرين
- حسينية الحوراء زينب
- حسينية الإمام المنتظر
- حسينية الإمام الكاظم
- حسينية عبد الله الرضيع
- حسينية المرحوم سامي
- حسينية الإمام علي بن ابي طالب
- حسينية الهدى
- حسينية العباس
- مسجد وحسينية الحسن السبط
- جامع علي بن موسى الرضا في المشراق.
- جامع العبايجي
- جامع الإمام المنتظر
- جامع حي الطليعة
- جامع العباس
- جامع العثمان
- مسجد الرسول
- مسجد الزبير
- مسجد الإمام المهدي
- جامع الفاروق
- جامع المظفر
- جامع الخضيري
- جامع الجمهورية
- جامع الجزائر
- جامع الاجبال
- جامع المعرفي
- جامع المصطفى